# Tenho Fome (O Tempo de Deus Chegou!)
Tenho Fome (O Tempo de Deus Chegou!) é um álbum do Ministério Jeová Nissi, gravado por vários artistas da música cristã contemporânea no Brasil. Produzido por Mauro Márcio, o disco conteve a participação de intérpretes como Fernandinho, Nívea Soares, Rodolfo Abrantes, Paulo César Baruk, Marcus Salles, dentre outros. A venda dos discos foi revertido para campanhas contra a fome em Angola.

## Faixas
1. "Tenho Fome"
2. "Tempo de Colheita"
3. "Geração eleita"
4. "Quero acordar"
5. "Eu quero amar"
6. "Terra seca"
7. "Vou me lançar"
8. "Coração da noiva"
9. "Existe um Deus"
10. "Leão da tribo de Judá"
11. "Futuro da Nação"

## Ficha técnica
- Mauro Márcio - produção musical, arranjos, baixo
- Samuel Fagundes - bateria
- Rafael Fagundes - piano
- William Augusto - teclado
- Émerson Nascimento - guitarra
- Odael Rodrigues - guitarra
- Manassés Lima - violão
- Bruno Britto - trompete
- Marcos - trombone
- Ronaldo Marqueti - sax
- Daniela Araújo - vocal de apoio
- Ana Black - vocal de apoio
- J. Júlio - vocal de apoio, edições, técnico de estúdio
- Felipe Valente - vocal de apoio
- Ezequiel Nascimento - arranjo de cordas